# Louis Aleman
Pour les articles homonymes, voir Alleman.
Louis Aleman (c. 1390, château d'Arbent (Bugey) - † 16 septembre 1450, Salon-de-Provence), est bienheureux et un cardinal du XIVe siècle.
Évêque de Maguelone (1418-1423), archevêque d'Arles (1423-1450) avec un intermède de 9 ans pendant lequel il est excommunié (1440-1449), fait cardinal (1426), et béatifié en 1527.

## Biographie

### Origines
Issu de la famille noble des Alleman, Louis Aleman, que l'on trouve mentionné dans les documents médiévaux sous les formes Alamancii, Alamanus, Alemanus, Almannus, Alamandus, etc. naît au château d'Arbent (Bugey) dans le diocèse de Belley, autour de 1380-1390,. Il est le fils de Jean Aleman, seigneur d'Arbent, de Coiselet et de Montgefond, et de Marie de Châtillon en Michaille,. Il est le frère des chevaliers Pierre et Jean Aleman.
L'archevêque et camérier François de Conzié est son oncle,.

### Ascension rapide
Au cours de cette période, marquée par le contexte du Grand Schisme d'Occident, Louis Aleman fait une carrière extrêmement rapide grâce à l'influence de son oncle, François de Conzié, archevêque de Narbonne et chambellan du Pape. Il devient rapidement un personnage important dans l'Église.
Il fait des études à l'Université d'Avignon. Il reçoit successivement les grades de bachelier en droit, en 1405, de licenciés, en 1409, et le doctorat en décret (decretorum doctor), en 1414,. Il obtient de son oncle un canonicat à Narbonne, la cure de Gruissan, et 13 octobre 1403, une expectative du pape,. François de Conzié lui obtient également un canonicat à Valence, à Carpentras ainsi qu'à Lyon (1405).
En 1406, à la suite de sa demande, appuyée par le pape, et ayant fait ses preuves de noblesses, il est reçu chanoine-comte, au sein du Chapitre de Saint-Jean de Lyon.
En 1409, il est préchantre du chapitre de Valence et archidiacre de Valence. La même année, il est aux côtés de son oncle, au concile de Pise, et qui voit l'élection de l'antipape Alexandre. Ce dernier lui obtient un canonicat à Bayeux, ainsi que la précentorerie de Narbonne. C'est à cette période, qu'il est chargé de diriger l'abbaye de Saint-Pierre-de-la-Tour, dans le diocèse du Puy, charge qu'il conserve jusqu'en 1417,.
À Avignon, il est délégué du cardinal Pierre de Thury, alors légat d'Alexandre V en France et en Provence.
Il obtient également le bénéfice de custode de Lyon, bénéfice qu'il conserve jusqu'en 1418, lorsqu'il devient évêque. Vivant à la cour d'Avignon, il laisse sa charge à un procureur. Sous protection de son oncle, il est aussi, semble-t-il, un familier Amédée de Saluces, chanoine de Lyon comme lui et futur cardinal, probablement proches des autres savoyards de la cour, les cardinaux Antoine de Challant et Jean Allarmet de Brogny.

### Concile de Constance
Louis Aleman se rend au concile de Constance, comme représentant du chapitre de Lyon, en 1415, puis à nouveau de 1417 à 1418, à la demande son oncle. En raison de son rang, il n'est que spectateur des événements. François de Conzié le désigne, en 1417, vice-camérier de l’Église romaine,, afin de remplacer Jean Mauroux, patriarche d'Antioche. À peine élu, le nouveau pape Martin V confirme ses fonctions et le fait chapelain commensal, cubiculaire et vice-camérier du pape.
Il est désigné, le 22 juin 1418, évêque de Maguelone,, par le pape Martin V qui lui confie des missions de confiance, comme le transfert de Pavie à Sienne du Concile, convoqué en 1423.
Le 3 décembre 1423, il accède à l'archiépiscopat d'Arles. Il prend possession de son archevêché, le 16 mai de l'année suivante, et il est sacré par Martin V, à Mantoue, le 20 novembre 1424. En fait, il réside peu chez ses diocésains. Il n'arrive dans la ville d'Arles qu'en août 1433, d'où il repart à peine huit mois plus tard pour le Concile de Bâle. Il ne reparaît à Arles qu'en juillet 1449, après s'être rallié au pape légitimiste Nicolas V.
Il est légat du pape à Bologne, en mai 1424.
Le 24 mai 1426, il est promu cardinal du titre de Sainte-Cécile. Il est prieur de Peillonnex, en 1427

### Concile de Bâle
Il arrive au Concile de Bâle (1431-1449) au début de 1434 et, dès 1436, commence à y jouer un rôle important. Il devient en effet un membre influent de cette assemblée où avec le cardinal Giuliano Cesarini il dirige le parti conciliariste qui soutient la prédominance de l'autorité des conciles sur celle du pape. Le 14 février 1438, le cardinal Louis Aleman est élu président du concile, mais les jours suivants, le pape lance l'anathème contre toutes les décisions prises. Cette même année, il devient abbé commendataire de l'abbaye de Montmajour.
En 1439, Louis Aleman obtient le soutien de l'empereur et du duc de Milan. Le 25 juin 1439, le concile dépose le pape Eugène IV et, en novembre, élit Amédée VIII, duc de Savoie, l'antipape Félix V, sous l'influence du cardinal.
Eugène réagit en excommuniant l'antipape et en privant Louis Aleman de toutes ses charges ecclésiastiques. Le 11 avril 1440, il est déclaré schismatique et hérétique et coupable de conspiration contre le pape Eugène IV, qui le 28 mai 1440, le prive de toutes ses dignités. Ainsi, par exemple, Louis Aleman ne participe pas à l'invention des reliques des saintes Maries Jacobé et Salomé aux Saintes-Maries-de-la-Mer, en décembre 1448, alors que cette communauté dépend du diocèse d'Arles.

### La réconciliation avec le pape

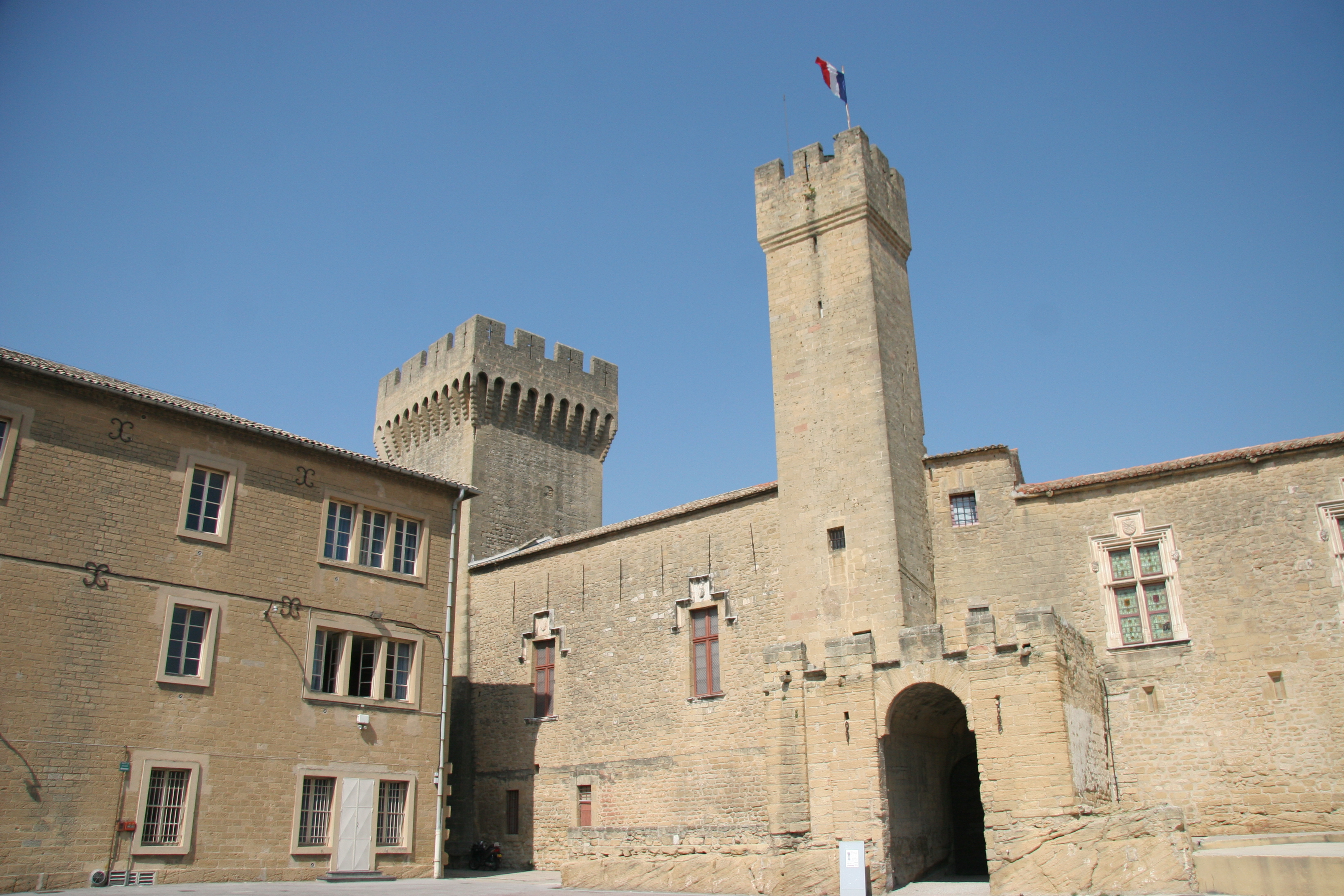
À Salon-de-Provence, le Château de l'Empéri, résidence des archevêques d'Arles depuis le milieu du XIIe siècle.

Finalement, afin de mettre fin au schisme, Félix V abdique sur les conseils de l'ex-archevêque d'Arles lors d'une assemblée épiscopale tenue à Lyon en 1449. Le nouveau pape Nicolas V, qui succède à Eugène en 1447, restitue alors à Louis Aleman tous ses honneurs et le nomme légat en Allemagne (1449).
À son retour, Louis Aleman se retire à Arles en juillet 1449 où il se consacre à l'instruction de ses diocésains. Il n'était plus reparu dans la cité provençale depuis le printemps 1434. En 1450, en tant qu'abbé commendataire de Montmajour, il fait bâtir le "château" adossé à la tour de Pierre de Cadillac à Fontvieille.

### Mort et béatification
Louis Aleman meurt le 16 septembre 1450 de la peste à Salon, au couvent des Frères mineurs,. Le lendemain, son corps est transporté à Arles dans la cathédrale Saint-Trophime,.
Le 9 avril 1527, il est béatifié par le pape Clément VII,.

## Armes

Armes du cardinal.

Les armes du Louis Aleman se blasonnent ainsi : de sable, au lion d'argent, armé, lampassé et couronné de gueules. L'écu est surmonté d'un chapeau de cardinal,.

## Postérité
Pendant de nombreuses années, sa tombe est l'objet d'un culte populaire plein de ferveur. Elle aurait été, dit-on, le lieu d'un grand nombre de miracles qui se produisent dès le jour de ses funérailles et se multiplient par la suite, suscitant un véritable pèlerinage. À partir de 1451, l'arrivée de pèlerins est attestée et les donations à l'œuvre de Saint-Trophime se multiplient, offrandes que le sacristain de la cathédrale prétend s'approprier. Entre mars 1452 et janvier 1453, une enquête est menée sur ces miracles dont on a conservé les procès-verbaux.
Finalement, le cardinal Pierre de Foix, son successeur, ordonne le 10 avril 1454 d'élire quatre ouvriers pour administrer les offrandes faites au tombeau du défunt. Ces quatre ouvriers sont désignés par l'archevêque, le chapitre et le conseil de ville qui en nomment respectivement un, un et deux.